# Nikolaj Strunnikov
Nikolaj Vasiljevič Strunnikov (rusky Николай Васильевич Струнников; 4. prosince(jul.)/16. prosince(greg.) 1886 Sknjatino – 12. ledna 1940 Moskva, Ruská SFSR) byl ruský rychlobruslař a cyklista.
Na ruských rychlobruslařských šampionátech startoval od roku 1906, přičemž v letech 1908, 1909 a 1910 národní mistrovství vyhrál. Prvních mezinárodních závodů se zúčastnil v roce 1910, kdy zvítězil nejprve na Mistrovství Evropy a o týden později i na Mistrovství světa. Podobný úspěch zopakoval i v následujícím roce – vybojoval prvenství jak na kontinentálním, tak na světovém šampionátu. Po rozporech se sportovní asociací ukončil v roce 1912 aktivní sportovní kariéru. V průběhu 20. a 30. let působil jako trenér.
Věnoval se také cyklistice, v roce 1909 vyhrál ruský šampionát.